# 日本古流
日本古流（にほんこりゅう）は、1900年(明治33年)に流祖の角田一忠によって創流された華道流派である。当初は「甲新山古流」と称したが、1914年(大正3年)に「日本古流」に改称した。2020年に創流120周年を迎えた。

## 歴代家元（在任期間）
- 初代家元 :創流1900年(明治33年) - 1938年(昭和13年)
- 二世家元 :1938年(昭和13年) - 1985年(昭和60年)
- 三世家元 :1985年(昭和60年) - 2000年（平成12年）
- 四世家元（現家元）:2000年(平成12年) -

## 日本古流いけばな展
例年6月に東京都新宿区西新宿の新宿アイランドタワーにて開催される。